# HD168785
HD168785 — хімічно пекулярна зоря спектрального класу
B3 й має видиму зоряну величину в смузі V приблизно  8,5.

## Пекулярний хімічний склад
Зоряна атмосфера HD168785 має підвищений вміст 
He
.